# Marcelien de Koning
Marcelien de Koning (Hoorn, 10 maggio 1978) è un'ex velista olandese.

## Palmarès

### Olimpiadi
- 1 medaglia:
  - 1 argento (Pechino 2008 nella classe 470)

### Mondiali
- 3 medaglie:
  - 3 ori (San Francisco 2005 nella classe 470; Rizhao 2006 nella classe 470; Cascais 2007 nella classe 470)

### Europei
- 1 medaglie:
  - 1 bronzo (Grecia 1997 nella classe Europa)